# Шишловцы
Шишловцы (укр. Шишлівці) — село в Холмковской сельской общине Ужгородского района Закарпатской области Украины.
Население по переписи 2001 года составляло 339 человек. Почтовый индекс — 89420. Занимает площадь 0,79 км².